# Eloy Casagrande
Eloy Casagrande Lopes (Santo André, Brasil, 29 de enero de 1991) es un baterista brasileño, reconocido por su participación con la agrupación de thrash metal Sepultura. Actualmente es el baterista de la banda Slipknot.

## Carrera
Casagrande logró reconocimiento internacional como miembro de la consagrada banda brasileña de thrash metal Sepultura desde el año 2011, tras el alejamiento del anterior baterista Jean Dolabella. Es también conocido por su paso con el cantante de power metal Andre Matos y el grupo de hardcore Gloria.
Comenzó a tocar a los siete años, cuando su madre, le dio un tambor de juguete; después de un año de comenzar a tocar, consiguió una batería real.
En 2004, con solo trece años, fue el gran ganador de la Batuka Internacional Drummer Festival. Pronto, después del concurso, Casagrande también ganó en 2006 el concurso Modern Drummer Festival, patrocinado por la revista Modern Drummer, en Nueva Jersey, y al año siguiente, recorrió los Estados Unidos.
En febrero de 2024 deja la banda Sepultura tras 13 años en ellapara unirse a Slipknot.
El 25 de abril de 2024 hizo su debut con Slipknot en un pequeño show en el restaurante Pappy & Harriet's en Pioneertown, California.

## Discografía
- 2009: Mentalize con Andre Matos
- 2009: Neblim con Iahweh
- 2010: Landscape Revolutioncon Aclla
- 2012: (Re)Nascido con Gloria
- 2013: The Mediator Between Head and Hands Must Be the Heart con Sepultura
- 2014: Deserto con Iahweh
- 2014: Over Dee Moon/5 Years Thinking Outside Your Box con Daniel Piquê
- 2017: Machine Messiah con Sepultura[5]
- 2020: Quadra con Sepultura[6]